# Secrétaire à abattant
Le secrétaire à abattant est un meuble de bureau servant à l’écriture de la correspondance, au rangement des documents et courriers.

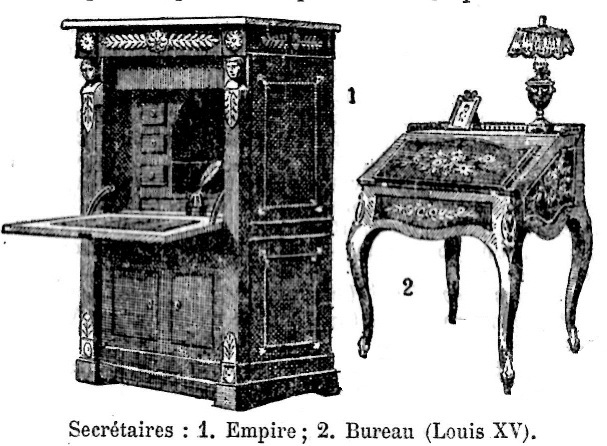
Secrétaires à abattant (Larousse Universel 1923).

## Origine du meuble
Le secrétaire à abattant est un dérivé :
- de l’écritoire, dont l’origine remonte logiquement à l’époque de l’écriture sur parchemin,
- de la table à écrire apparue dans la même période que le cabinet sous Louis XIII,
- du meuble bureau vers le XVIIe siècle, qui est plutôt une table sur pieds avec ou non des tiroirs sur le côté.

Le "billet-doux" était un petit secrétaire à abattant qui servait à écrire des correspondances occasionnelles.

## Évolution du meuble
- style Régence  : meuble en bois massif, décoration rustique de panneaux plats avec de légères sculptures à l’intérieur.
- Style Louis XV : dit aussi secrétaire en armoire et adoptant tous les styles antérieurs, il s’appuie contre le mur et comporte deux parties distinctes : 
  - la partie basse renfermant des casiers de rangement, des tiroirs et parfois un coffre-fort ; le tout fermé par deux vantaux,
  - la partie supérieure, fermée par un battant qui sert d’écritoire, l’intérieur contient des tiroirs et casier, ainsi que tout le nécessaire pour écrire,
  - l’ensemble comporte des marqueteries et des bronzes aux serrures, aux angles et piétement, à la partie supérieure une plaque de marbre mouluré et la base repose sur pieds courts et galbés.
- Style Louis XVI  :  il devient très à la mode et ses lignes sont rectilignes comme les ornementations à la mode à cette époque. Tout en plaquage d’acajou parfois orné de filets de cuivre, le dessus est couvert d’un marbre et les pieds sont en forme de toupie ou de gaine. Le meuble comporte trois parties distinctes :
  - un tiroir pas très haut à la partie supérieure, directement sous la plaque de marbre,
  - un abattant pour l’écriture, orné de bronze ou d’un tableau en marqueterie,
  - des vantaux inférieurs dont la décoration reprend celle de l’abattant supérieur et qui se ferment sur une série de tiroirs et casiers de rangement.
- Style Directoire  : style plus strict (époque de la Révolution), le bois massif remplace la marqueterie, les artisans du meuble exécutaient plus qu’ils ne créaient. L’isolement économique de la France obligea à l’utilisation des bois locaux peints ou laissés avec leurs couleurs naturelles. Ornés de pilastres plats, de figures en gaine ou de colonnes, le style s’améliora avec l’expédition d’Égypte de 1798 surtout pour la classe aisée.
- Style Empire  : En raison du blocus continental et le désir de Napoléon qui interdit l’acajou pour le mobilier impérial en faveur des bois indigènes (loupe d’orme, frêne et bois fruitiers). L’ornementation, de nacre et de cuivre, est remplacée par le bronze. Très élégant, le secrétaire, appelé aussi retour d’Égypte, conserve la structure mise au point sous Louis XVI toujours en 3 parties :
  - Le tiroir supérieur sous la plaque de marbre,
  - l’abattant recouvert à l’intérieur d’un cuir bordé de dorures, ferme sur un petit tiroir supérieur et une série de petits tiroirs à la base, une ou plusieurs étagères intérieures en bois très clair, pour le rangement.
  - Deux battants ferment la partie inférieure et dissimulent un haut tiroir et des étagères.

Une plaque de marbre couvre la partie supérieure. Les montants latéraux droits surmontés d’une tête de femme, de sphinx ou d’une simple moulure (pour les meubles ordinaires), les pieds avant représentent les griffes du sphinx ; le tout recouvert d’un vernis noir. Les entrée de serrures sont en bronze.

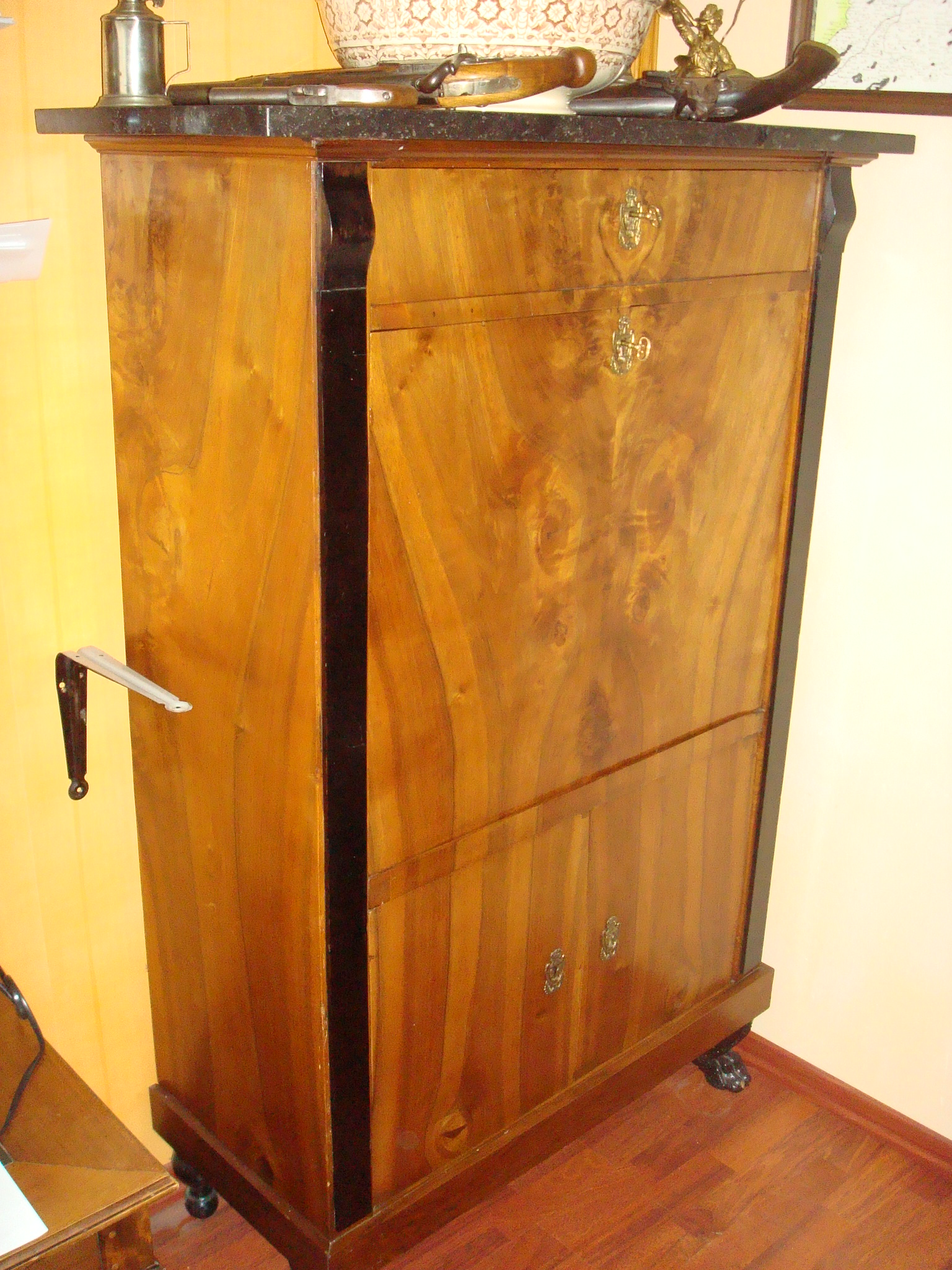
Secrétaire Empire 1810
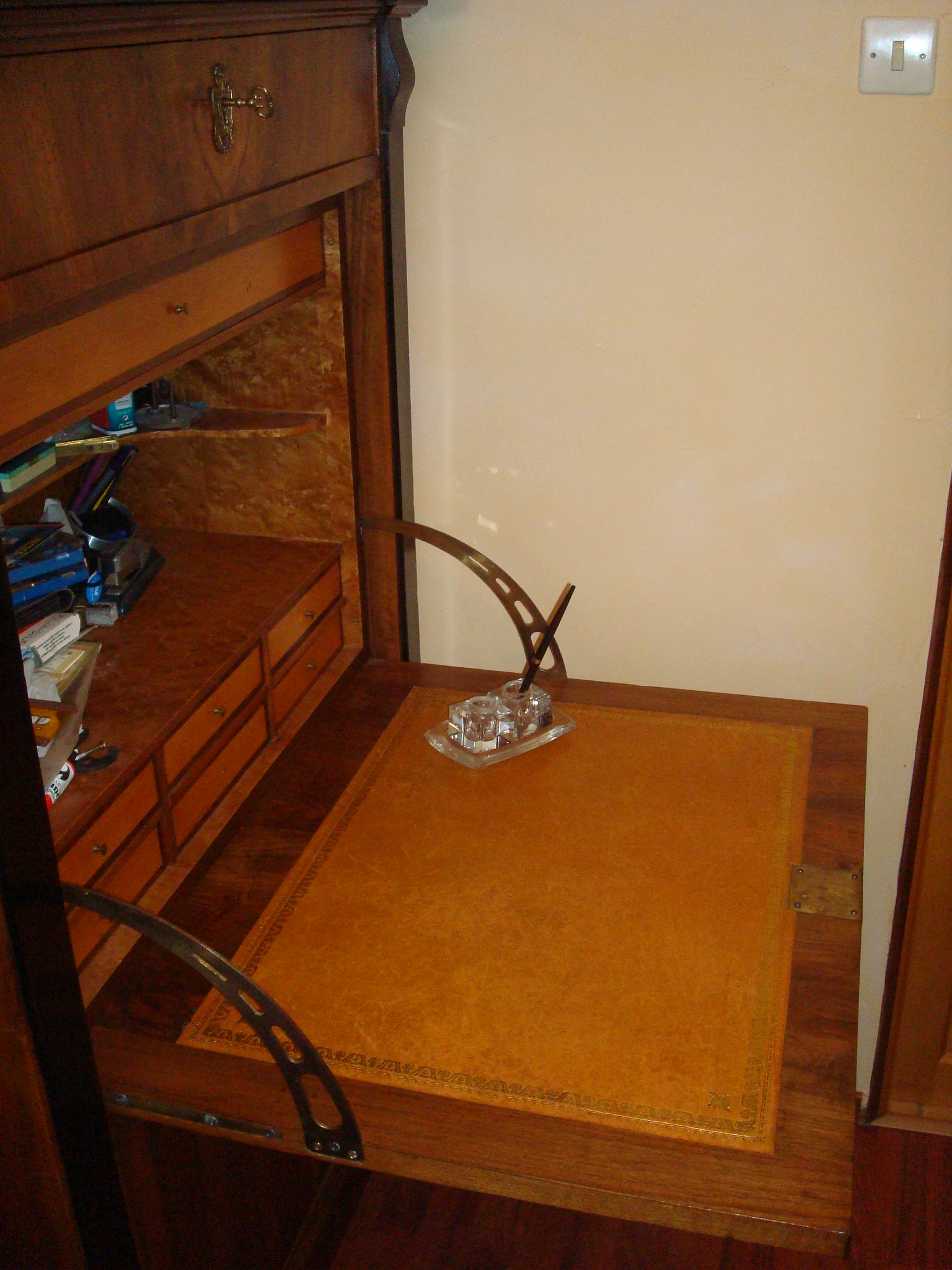
Secrétaire Empire, abattant baissé
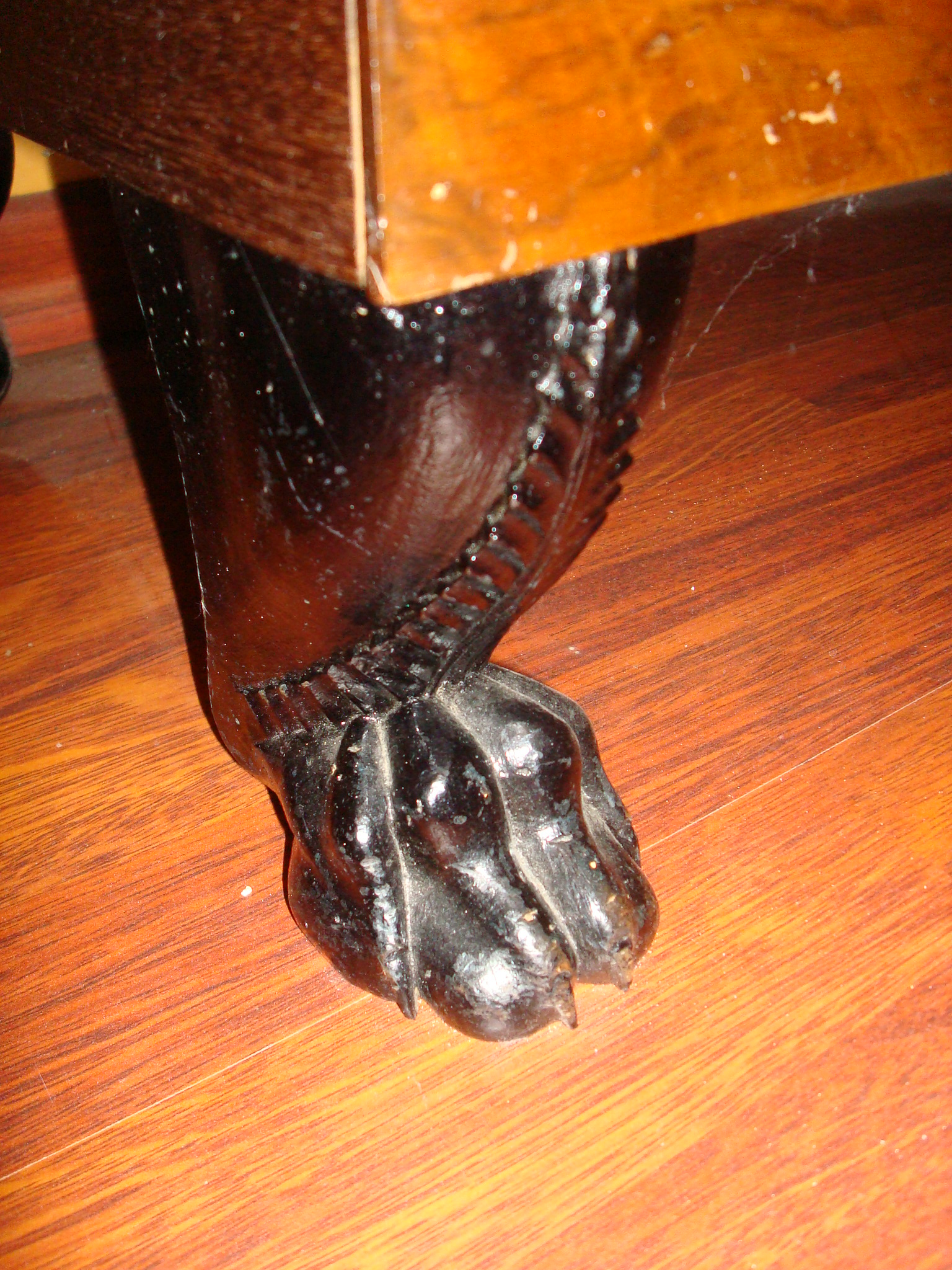
Secrétaire Empire, pied sphinx
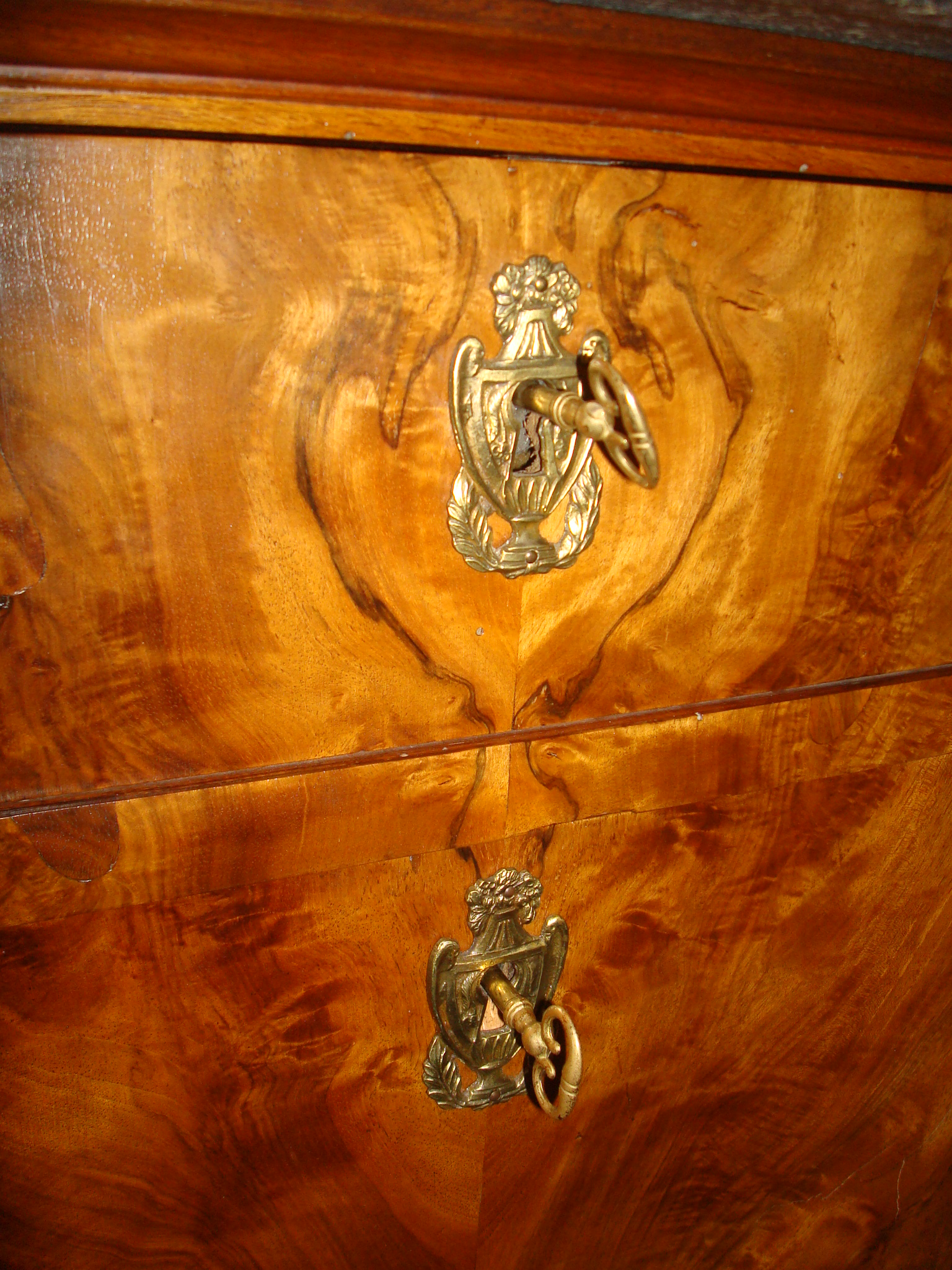
Secrétaire Empire, détail des serrures

- Style Restauration  :  le style est marqué par la fin des guerres d’empire, le retour au romantisme, plus de liberté, essor de l’industrialisation, des commerces de luxe et du confort accessibles à un plus grand nombre.

Toujours composé de trois parties, le secrétaire, comme tous les meubles de cette époque, utilise des bois clairs, blonds et chauds. La marqueterie revient avec une grande finesse et des motifs clairs sur fond sombre. L’ornementation devient plus florissante, la fleur de lys remplace l’abeille. Le meuble repose sur des pieds courts ou directement sur un socle plein.
- Style Louis-Philippe  :  Les progrès de l’industrialisation concurrençant le travail manuel, le style du mobilier devient plus sobre, moins précieux et moins fragile, les formes réalisées sur machines-outils (tour et toupie) sont sphériques, cylindriques ou de formes chantournées et moulurées.
  - Les bois sont sombres et chauds avec le retour de l’acajou, du palissandre, de l’ébène, pour les bois exotiques et de l’if, le noyer et le hêtre pour les essences locales. Des bois clairs comme le sycomore, la loupe d’orme, le citronnier sont utilisés pour le placage interne. Le poirier et le hêtre sont utilisés comme bois noircis.
  - Le secrétaire, recouvert d’un marbre gris ou noir à profil en doucine et angles arrondis. Le tiroir supérieur est légèrement galbé, des montants droits aux bords arrondis, l’abattant cache des casiers de petits tiroirs de bois clair, la partie basse est composée de trois tiroirs et repose sur des pieds en boule ou en griffes.
- Style Napoléon III  dit aussi du Second Empire : époque marquée par une absence de créativité et la recherche de formes nouvelles pour, sur demande des clients, les artisans sont contraints d’effectuer des copies des grands classiques de l’ébénisterie, en utilisant des artifices pour la décoration (faux bronzes, fausse laque, etc.) tout en réduisant les prix.
  - Ainsi, les secrétaires dérivent tous du modèle Louis XVI mais avec une ornementation plus abondante et des moulures saillantes ornées de bronze doré.
- Art nouveau  (style 1900 et Modern style) : 
  - dès 1900, les artisans prennent en compte tous les styles antérieurs et de tous les pays. Les meubles imitent aussi bien ceux de la Chine que l’Espagne, le Gothique que le Boulle,
  - avec le Modern Style, les artisans recréent un style original, complètement nouveau et qui marque une nette rupture avec les styles antérieurs. Mais le premier conflit mondial de 1914 a mis fin à cette Belle Époque, ce qui explique la rareté des meubles de cette courte période et particulièrement des secrétaires et commodes.
- Art déco  : l’exposition des Arts Décoratifs de 1925 déclencha un vaste mouvement de modernisation en opposition au Modern Style de Hector Guimard et Émile Gallé entre autres. C’est la naissance du cubisme dans la conception du mobilier, la polychromie, l’opposition des volumes aux couleurs éclatantes et foncées. Les métaux (fer et bronze) qui servaient d’ornementation, sont utilisés comme supports et font partie de la structure du mobilier.
  - les bois exotiques sont employés de préférence aux bois européens, avec une préférence pour les essences foncées (ébène, macassar). Le palissandre, l’acajou ou le sycomore, le citronnier et le bois de rose pour le placage et la marqueterie. La laque est très utilisée.
  - les secrétaires sont modernes, souvent laqués ou partiellement recouverts de cuirs (galuchat) et textiles. La structure est généralement à deux parties : l’abattant et le bas à deux portes ou à tiroirs. Le tiroir supérieur a disparu.
- Mobilier contemporain : la notion de signature et la valeur originelle d’un meuble à totalement disparu. Le savoir-faire est passé de l’artiste à celui du dessinateur et du machiniste d’installation de production.
  - les matériaux sont synthétiques, le bois massif a fait place au panneau de particules recouverts de placage bois ou placage synthétique ou de laque cuite au four.
  - les meubles issus d’une fabrication de masse sur machines transfert et les éléments vendus en kit ont fait chuter les coûts.
  - avec l’arrivée de l’ordinateur (fixe ou portable), le secrétaire à battant a perdu de son importance en faveur du bureau plat. Les documents sont rangés dans les tiroirs du bureau ou dans une armoire.

## Sources et références
- Larousse Universel 1922,

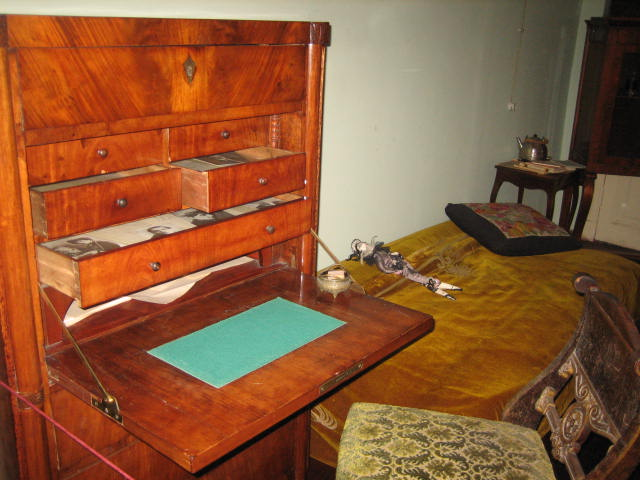
Secrétaire de la poétesse Anna Akhmatova (musée Anna-Akhmatova)

- Tous les styles, du Louis XIII au 1925, ed. Elina, Paris 1973, 1980.
- Meubles de France, les merveilles, Molière, Paris 1996,  (ISBN 2-85961-173-8).